# چمن پیازک‌دار
چمن پیازک‌دار (نام علمی: Poa bulbosa) نام یک گونه از سرده چمن‌ها است.